# 円光寺 (兵庫県稲美町)
円光寺（えんこうじ）は、兵庫県加古郡稲美町中村にある高野山真言宗の寺院。以前は町内の天満神社境内に存在したが神仏分離により移転した。

## 文化財
- カイヅカイブキ（稲美町指定天然記念物）
- 五輪塔（稲美町指定有形文化財・建造物）